# イタマル・ベン-グヴィル
イタマル・ベン-グヴィル (ヘブライ語: אִיתָמָר בֶּן גְּבִיר, 英語: Itamar Ben-Gvir, 1976年5月6日 - ) は、イスラエルの過激活動家出身の弁護士、政治家。現在、国会議員、国家安全保障大臣、極右政党のユダヤの力(オツマ・イェフディート)の党首。イタマール・ベングヴィル、イタマル・ベングビールなどの表記ゆれが存在する。

## 概要
イスラエルの過激派政治家として知られる。2025年8月現在、イスラエルの国家安全保障大臣(英語版)の要職にあり、イスラエル警察、国境警備、入植者治安、消防、その他機関を統括する国内国外入植地治安トップに該当する。また、連立政権に参加している政党「ユダヤの力(オツマ・イェフティッド)」の党首(6議席/全120議席中)である。なお、イスラエルの国会「クネセト」に議席を有するが、同国では大臣に就任すると自動的に議席を離れる（大臣辞任すると議席が戻る）為に、形式的には、国会議員資格を有するが議席からは離れている。
ベン-グヴィルは、アラブ人に対するヘイトスピーチと言うにはおこがましい程により苛烈で人種差別的発言をしている。それで数十件の告発歴があり、イスラエル系アメリカ人でユダヤ人宗教テロリストのバールーフ・ゴールドシュテインの肖像を自宅の居間に掲げていたことでも知られている。バールーフ・ゴールドシュテインは1994年にヘブロンで、29名のパレスチナ人イスラム教徒を殺害し、125名以上に傷害を負わせ、マクペラの洞窟虐殺事件として知られている。ベン-グヴィルは政界に入る前にこの肖像を撤去した。1995年には、彼は当時の首相であったイツハク・ラビンのキャデラックからエンブレムを盗んだ後で、脅しをかけてこう発言した。「我々は彼の車を入手した。そして彼自身も入手するだろう。」。
弁護士としては、彼はイスラエルで裁判中のユダヤ人過激派の弁護を行う事で知られている。 彼はイスラエルに忠実でないアラブ系市民の追放を呼びかけてきた。彼は現在クネセトの議員であり、彼の支持者の多くは若いイスラエル人である。それら支持基盤となる過激発言としては、イスラエル支持しないアメリカ大統領の交代を要求したり、虐殺を推奨したりする様な内容である。国家安全保障大臣として、武器を５万丁を紛争地域(パレスチナ入植地域)に住むイスラエル民間人に配った為に、相当数の死者が出ている。
「集団レイプは、安全保障の上で許可された行為だ」との発言も行っている。

## 来歴
イタマル・ベン-グヴィルはメヴァセレト・ザイオンで生まれた。彼の父親はイラク系ユダヤ人移民の子としてエルサレムで生まれた。父親はガソリン会社で働き、片手間に文筆をしていた。彼の母親はクルド系ユダヤ人移民で、10代の頃にはエツォルで活動し、主婦業も行っていた。彼の家族は世俗派だったが、彼が10代の時に第一次インティファーダが起こり、彼は宗教的で右派的な思想を身につけていった。彼は最初はアラブ人をイスラエル外に移動させるよう提唱していたモレデトに参加し、そしてより過激な若者の運動であるカハに参加した。カハは最終的にイスラエル政府からテロ組織とみなされ非合法化された。彼はカハで若者の調整役になり、自ら14歳で勾留されたと主張している。彼がイスラエル国防軍の徴兵対象年齢である18歳になった時に、彼の極右政治的背景により兵役を免除された。
ベン-グヴィルはカハ運動に関わり続け、その中の彼の政党であるオツマ・イェフディートはカハの思想的継承者の一つだと言われている。1990年代に、彼はオスロ合意に対する積極的な抗議を行っていた。1995年に、当時の首相のイツハク・ラビン氏が暗殺される2、3週間前に、ベン-グヴィルはテレビに登場して、彼が盗んだキャデラックのエンブレムを見せびらかし、次のように宣言した事で初めて世間の注目を浴びた。「我々は彼の車を入手した。次は彼自身をも入手する」。しかし、政党オツマ・イェフディートを立ち上げたした際に、彼はこの政党はカハではなく、その分裂組織でもないと主張した。。 彼は一連の極右活動を実行し、数十回告発されている。2015年11月のインタビューで、彼は53回告発されたと主張している。ほとんどの事案において、告発は法廷で否決された。しかし、2007年に、彼は人種差別を誘導したとして有罪になっている。
ベン-グヴィルは日刊新聞であるマーリヴのオーナーであるオフェル・ニムロディの答案であるアヤラ・ニムロディと結婚している。2人には5人の子供がおり、彼らはヨルダン川西岸地区 のヘブロンのキリヤット・アルバに居住している。

## 政治経歴
ベン-グヴィルは、第18代クネセトで、ミハエル・ベン＝アリの議員秘書を務めた。。2017年7月23日に、エルサレムの首相官邸の外で数十人が抗議を行った際に、彼は指導者の1人だった。この抗議は  レハヴァおよびオツマ・イェフディートによって開催されたものであった。
2019年2月25日に、ベン-グヴィルは、イスラエルに忠実でないアラブ系市民は「追放されなければならない」と発言した。ベン-グヴィルは、マクペラの洞窟虐殺事件で1994年に愛国者の洞窟で、29人のイスラム教徒を殺害したバールーフ・ゴールドシュテインの写真を持っており、彼の家の壁にかけていた；彼は2020年の第23回イスラエル議会総選挙の準備のために、ナフタリ・ベネットが率いる右派連合のリストから出馬する事を期待してバールーフ・ゴールドシュテインの写真を除去している。
ベン-グヴィルは2019年9月の第22回イスラエル議会総選挙でノアムとオツマ・イェフディートの連合名簿の第1位の候補としてクネセトに出馬する事を計画していた、しかしオツマ・イェフディートが世俗派の候補を名簿に載せたことに対してノアムが同意せず、この連合は解体された 。 ベン-グヴィルは2021年の第24回イスラエル議会総選挙で、オツマ・イェフディート、ノアム、そして宗教シオニスト党を含む連合名簿の第3位の候補として出馬した。この連合は6議席を獲得し、彼はクネセト議員になった。
2021年5月に、彼は東エルサレムのシェイク・ジャラー近隣で、そこに居住するユダヤ人入植者の連帯のためのショーに頻繁に出入りしている事が報告された。
2022年11月1日の第25回イスラエル議会総選挙において、宗教シオニスト党、ノアム、オツマ・イェフディットの連合は、得票数が前回の2倍以上になり14議席を獲得し、クネセトで3番目に多い連合になった。ベングヴィルは2度目の当選。ベン-グヴィルと彼の党は、ベンヤミン・ネタニヤフが率いる内閣に入る見通しになった。2022年11月20日に宗教シオニスト党、ノアム、オツマ・イェフディットの連合は解消された。
2022年12月29日に成立した第6次ネタニヤフ内閣（第37代内閣）で、国家安全保障大臣を務めている。国家安全保障省は、国家警察と刑務所などを所管している。国家警察は、イスラエルの領土と東エルサレムを含むヨルダン川西岸のうち権限を持っている地域とゴラン高原で活動している。
2024年11月10日、ベングヴィルは、戦争についての小さな安全保障協議の事実上の常任の(投票権を持つ)メンバーとなった。
2025年1月19日、ベングヴィルはネタニヤフ政権がガザ地区との停戦に合意したことを理由として、ユダヤの力が連立政権から離脱したと明らかにした。しかしネタニヤフ政権がガザ地区への大規模攻撃を行ったことを踏まえ3月19日には政権に復帰し、ベングヴィルも再び国家安全保障大臣に就任した。

## 法的経歴
ベン-グヴィルは数多くの告発の間にしばしば、また、何人かの判事に対して、法律を学ぶ事を決めたと表明してきた。ベン-グヴィルはオノ学術大学で法律を学んだ。法律の学習の最後の段階で、 イスラエル弁護士協会は、彼の犯罪歴を理由に彼が弁護士試験を受験する事を阻止した。ベン-グヴィルはこの決定が政治的な意図に基づくものだと主張した。一連のアピールの後に、この決定は覆されたが、その時点でベン-グヴィルが告発されていた3つの事案を清算することが条件づけられた。3つの全ての事案、そのうち一つは違法な集会および公務員の妨害を含む、がすべて無罪となった後で、ベン-グヴィルは試験を受けることが許可された。彼は筆記および口頭試験に合格し、法的活動の免許が認められた。
弁護士として、ベン-グヴィルはテロやヘイト犯罪の疑いのある極右ユダヤ人活動家の一連の代理人を務めてきた。注目すべき依頼人にはベンズィ・ゴプスタインとドゥマ放火襲撃事件で告発された2名の10代の若者がいる。ハアレツは、ベン-グヴィルのことを法的トラブルに直面したユダヤ人過激派にとって「頼りになる男」だと表現し、彼の依頼人名簿はイスラエルにおけるテロ事件やヘイト犯罪の「名士録」を読んでいるようだ、と報道した。ベン-グヴィルはまた、ユダヤ人と非ユダヤ人との結婚に反対して活動している極右のイスラエル人反同化組織であるレハヴァの弁護士であり、エルサレム・イスラム・ワクフを告訴してもいる。
ベン-グヴィルは、彼の極右ユダヤ人活動家のための弁護士としての仕事は、彼らを支援したいという動機からであり、金銭のためではない、と発言している。

## 批判
ベン-グヴィルは、アラブ人に対するヘイトスピーチでの何十件もの告発に直面してきており、ユダヤ人テロリストであり、マクペラの洞窟虐殺事件として知られる、1994年にヘブロンで29名のパレスチナ人イスラム教徒を殺害し、125名以上に傷害を負わせたバールーフ・ゴールドシュテインの肖像を自宅の居間に保有している。彼は政界に入った後でそれを除去した。1995年には、彼は当時のイスラエル首相のイツハク・ラビンのキャデラックのエンブレムを盗んだ後に、彼を脅迫して「我々は彼の車を入手した。次は彼自身を入手するだろう」と発言した。その2週間後にイツハク・ラビン首相はイガール・アミルによって暗殺された。
2021年10月には、ベン-グヴィルと合同名簿の指導者のアイマン・オデーは、勾留期間のうち3ヶ月以上のハンガーストライキを行っていたハマスの諜報員のミクダド・カワシュメーを視察するためにカプラン医療費センターを訪問中に、身体的な揉め事を起こした。ベン-グヴィルはカワシュメーがイスラエルの病院で治療をして受けることに反対しており、 抑留者の状態をチェックするとともに、「数ヶ月も何も食べていないにもかかわらず生きているという奇跡をよく見るために」訪問した、と述べた。ベン-グヴィルがカワシュメーの部屋に入ろうとした時に、彼はオデーをカワシュメーのような過激派を支援するテロリストだと非難した。そのためオデーが最初に打撃を加え、ベン-グヴィルを押し、2人はそばにいた人に引き離されるまで小競り合いを始めた。ベン-グヴィルは後にオデーを相手取って告訴を起こし、彼が深刻な犯罪的行為に関与した、と主張した。
2021年12月には、ベン-グヴィルは、テルアビブ・カンファレンス・センターの地下駐車場で、アラブ人警備員に拳銃を突きつけたことが映像で表沙汰になり、調査を受けた。その警備員は、ベン-グヴィルが駐車禁止エリアに駐車していたため車を移動するよう依頼していた。そこでベン-グヴィルは拳銃を取り出して見せつけた。口論になり、ベン-グヴィルは自分の命が脅かされたと感じてそうした、と主張している。警備員は武装していないようだった。彼は対立する勢力の議員から批判され、そしてこの事件が調査された。
2022年1月には、彼のセキュリティ・レベルが引き上げられた。それは繰り返し起こった殺害予告のためであり、ベン-グヴィルには、公共の場では複数のセキュリティ・ガードが同行している。そして彼の安全確保のために追加のセキュリティ手段がとられている。
2022年10月13日には、東エルサレム近隣のシェイク・ジャラーにおいて、ベン-グヴィルは、イスラエルのユダヤ人入植者と現地のパレスチナ人住民との衝突に参加し、銃を見せびらかし、その場で石を投げていたパレスチナ人を撃つように警察に言い、彼らに向かって大声で「我々がここの土地の所有者だ、忘れるな、私がお前の土地の所有者だ」と叫んだ。第25回イスラエル議会総選挙の翌朝に、彼がツイッターで勝利のツイートをした際に、何回もこの発言を繰り返しツイートした。